# Casa al carrer Ponent, 3 (Orriols)
La Casa al carrer Ponent, 3 és una obra gòtica d'Orriols, al municiupi de Bàscara (Alt Empordà), inclosa a l'Inventari del Patrimoni Arquitectònic de Catalunya.

## Descripció
Situada dins del nucli urbà del petit poble d'Orriols, ubicat al sud del terme de Bàscara al qual pertany.
Edifici de planta irregular molt rehabilitat, format per diversos cossos adossats. El cos orientat al carrer Ponent és la part de l'edifici més antiga. Presenta planta rectangular, coberta de dues vessants i està distribuït en planta baixa i pis. Les úniques obertures destacables són el portal d'arc rebaixat d'accés a l'interior i la finestra de l'extrem esquerre del pis, avui transformada en balcó. És un element inserit dins dels paràmetres de l'estil gòtic-tardà, bastit amb carreus ben escairats als brancals i arc conopial superior decorat amb arquets. Les impostes presenten decoració floral. La resta d'obertures de la façana han estat restituïdes i la construcció és bastida amb còdols i pedra desbastada disposada en filades, amb diverses reparacions efectuades amb maons.

## Història
La finestra, adscrita al període gòtic-tardà, és segurament un element del segle xvi, tot i que amb posterioritat va ser modificada i convertida en balcó. La barana de ferro probablement és del segle xix. La casa on es troba aquesta finestra en ha estat restaurada els últims anys.